# Dialeucias violascens
Dialeucias violascens är en fjärilsart som beskrevs av William Schaus 1905. Dialeucias violascens ingår i släktet Dialeucias och familjen björnspinnare. Inga underarter finns listade i Catalogue of Life.